# صدای ماه
صدای ماه (ایتالیایی: La voce della luna) فیلمی در ژانر کمدی به کارگردانی فدریکو فلینی است که در سال ۱۹۹۰ منتشر شد. از بازیگران آن می‌توان به روبرتو بنینی و پائولو ویلاجیو اشاره کرد.

## داستان
«ایو سالوینی» بازرسی تقلبی و همسرش «گونلا» بخشداری سابق در مناطق روستایی سرگردان بوده و ناکجا آبادی از تبلیغاتی تلویزیونی، فاشیسم، مراسمهای زیبا، موسیقی راک و مراسم‌های پگانی را کشف می‌کنند.